# Les Honneurs de la guerre
Les Honneurs de la guerre és una pel·lícula francesa dirigida per Jean Dewever, rodada el 1960 i estrenada el 1962. Fou rodada al departament de Deux-Sèvres, als municipis de La Mothe-Saint-Héray, Arçais, Sainte-Néomaye, Saint-Rémy, als voltants de Niort, al Marais poiteví i a Avinyó, a la Valclusa.
La pel·lícula va ser censurada pel poder gaullista després de la seva estrena, ja que donava una visió poc favorable de la resistència i dels francesos durant l'ocupació. Pel·lícula inconformista, va reduir la dimensió èpica de les batalles de Resistència fins al rang d'escaramusses inútils. Fou exhibida a la secció oficial del Festival Internacional de Cinema de Sant Sebastià 1961.

## Sinopsi
Un matí d'agost de 1944 a un poble de França, els habitants celebren el seu alliberament prematurament: la festa s'interromp amb l'arribada d'un destacament alemany, sense cap, assetjat. A pocs quilòmetres de distància, els habitants del poble de Muzière parlen amb els alemanys i decideixen una treva. Però l'arribada d'un capità de la Wehrmacht, desitjós de recuperar el control dels homes, posa fi a aquest fràgil procés de pau. El capità s'ofereix a reunir-se amb els nord-americans per capitular davant les tropes regulars en lloc dels civils. Els habitants de Muzière, creient que es trencava la treva, van disparar contra els alemanys i, per aquesta incomprensió, les armes tornen a parlar.

## Repartiment
- Paul Mercey: Nieucourt
- Pierre Collet: Morizot
- Albert Hehn: capità Rollingen
- Bernard Verley: Gérard
- Serge Davri: Clovis
- Erwin Strahl: sergent Gerke
- Willy Harlander: Hermann
- Jean Solar : Sauvage
- Gerhart Lippert : Le lieutenant Bergmann
- Helmut Fischer : Le sergent-chef Holbrock
- Danielle Godet: Mademoiselle Lherminier
- Hans Elwenspoek: Horst Hollermann
- Alix Mahieux: Madame Clovis
- Gaby Basset: Madame Sauvage
- Hans H. Nordmann : Wurzel
- Willy Haibel : Willy
- Évelyne Lacroix: Françoise
- Helmut Brasch : Müller
- Peter Niklaus : Krüger
- Jean Perrin : Michelet
- Jean-Pierre Moulin: Nicolas
- Jean Gras: Jonquille
- Georges Adet: Le petit vieux
- Edmond Ardisson: Varesquier